# Sternotherus minor
Sternotherus minor là một loài rùa trong họ Kinosternidae. Loài này được Agassiz mô tả khoa học đầu tiên năm 1857.
Đây là loài bản địa miền Nam Hoa Kỳ.

## Phân bố địa lý
Ở phía đông nam Hoa Kỳ, loài rùa này có thể được tìm thấy ở Alabama, bắc Florida, Georgia, cực đông nam Kentucky, cực đông Louisiana, Mississippi, cực tây Bắc Carolina, đông Tennessee và cực tây nam Virginia

## Hình ảnh

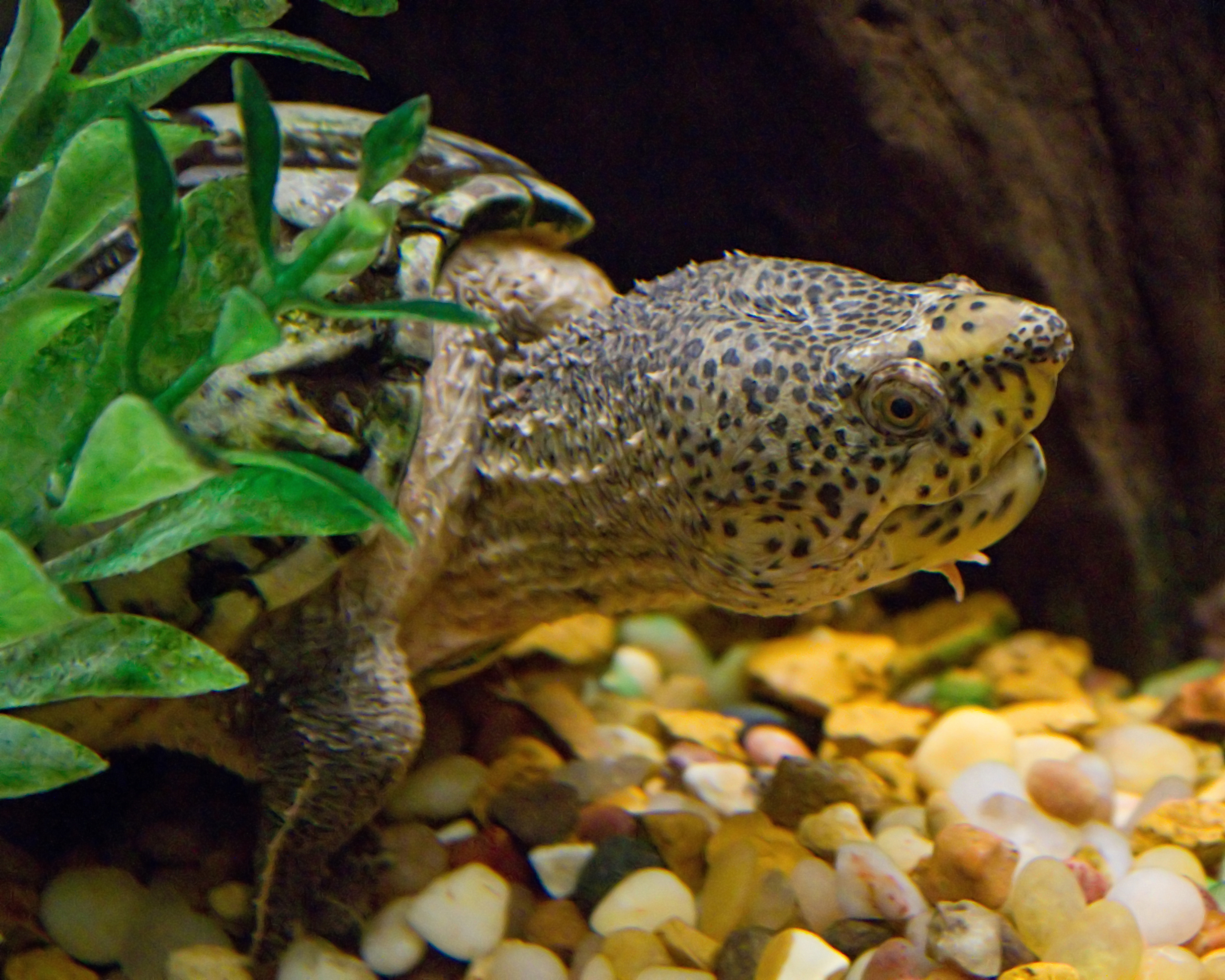
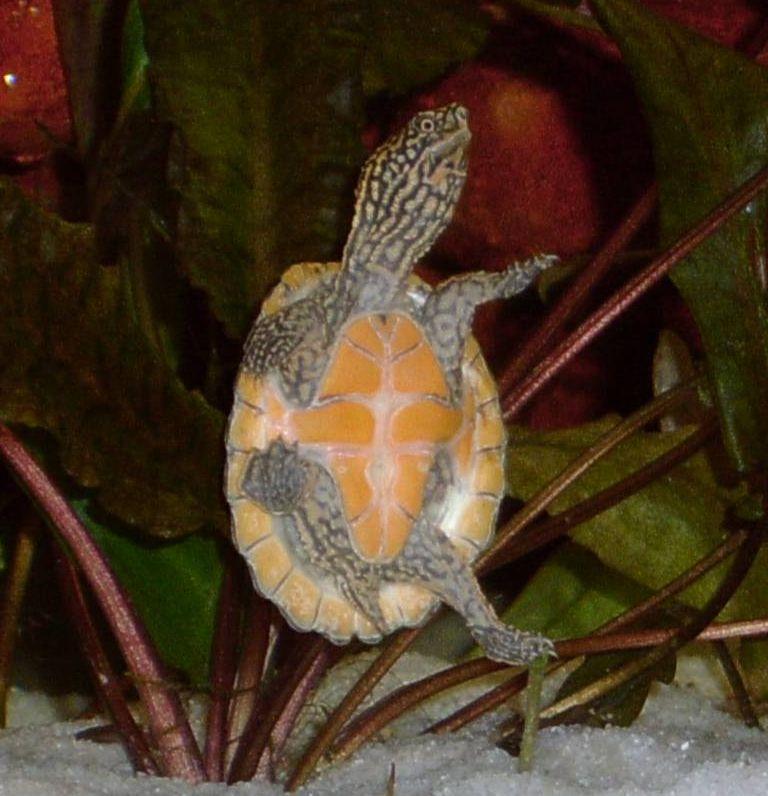
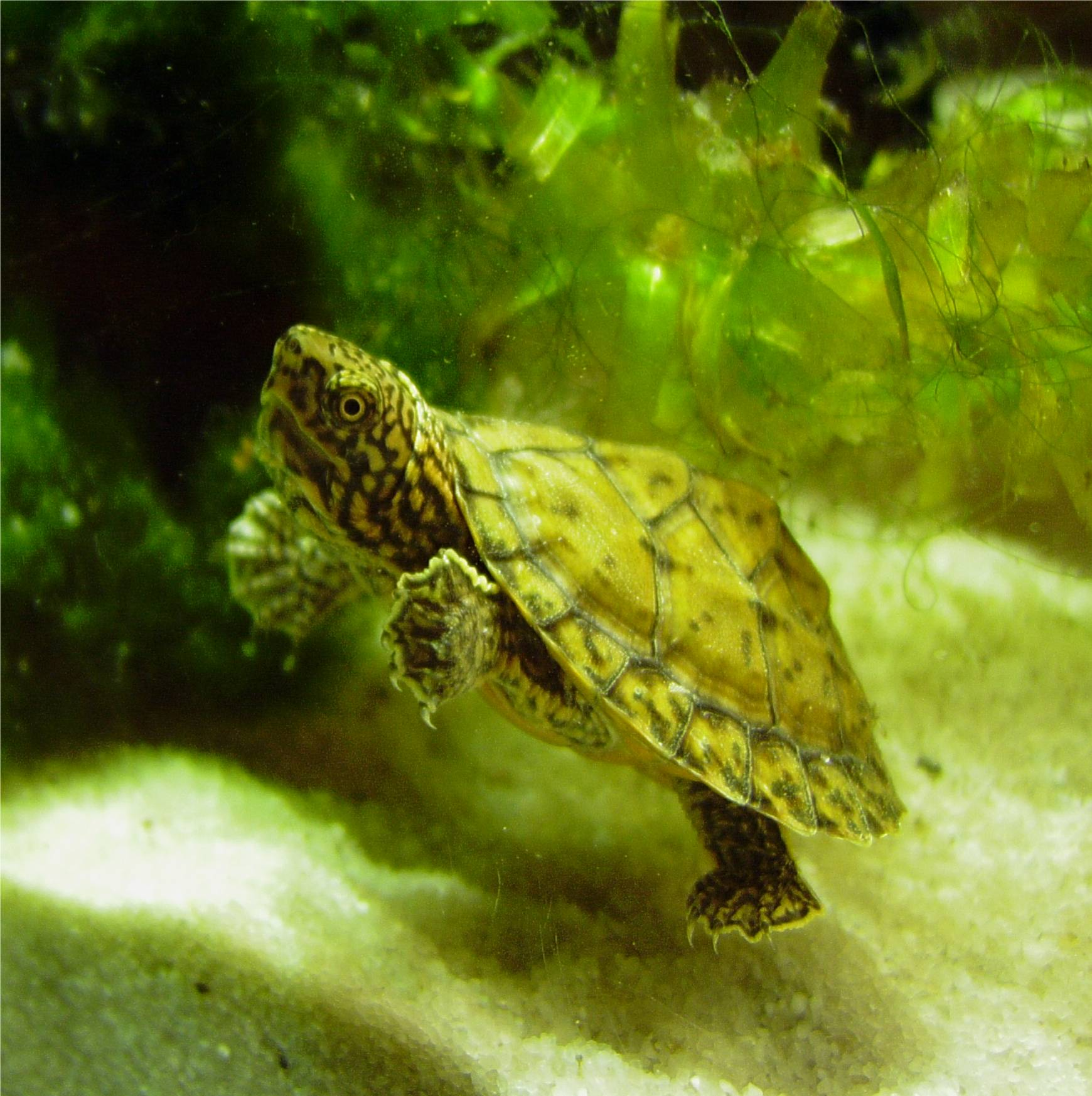